# 朗洛斯特萊克鎮區 (明尼蘇達州清水縣)
朗洛斯特萊克鎮區（英語：Long Lost Lake Township）是位於美國明尼蘇達州清水縣的一個行政鎮區。

## 地方資料
朗洛斯特萊克鎮區的面積為93.51平方千米，當中陸地面積為87.62平方千米，而水域面積為5.88平方千米。根據2020年美國人口普查的數據，當地共有人口54人，而人口密度為每平方千米0.58人。